# Gyptis crypta
Gyptis crypta är en ringmaskart som beskrevs av Pleijel 1993. Gyptis crypta ingår i släktet Gyptis, och familjen Hesionidae.
Artens utbredningsområde är Mexikanska golfen. Inga underarter finns listade i Catalogue of Life.